# 전국낭인공투회의
전국낭인공투회의(일본어: 全国浪人共闘会議 젠코쿠로닌쿄토카이기[*]), 약칭 낭공투(일본어: 浪共闘 로쿄토[*])는 1969년 동경과 오사카의 재수생(낭인생)들이 주축이 되어 형성된 재수생 운동권 조직이다. 일본의 68운동의 여파로 전국 각지에 만들어진 전학공투회의의 재수생판이라고 볼 수 있다.
오사카의 낭공투(전오사카낭인공투회의)는 분트계 중앙파, 해방파계 SL파, 아나키스트계 SL좌파(SL이란 러시아 혁명기의 사회주의혁명당을 의미한다)을 주요 삼파로 삼았고, 그 밖에 마오주의파, 제4인터파 등이 참여했다.
중앙파는 마찬가지로 분트계였던 오사카부고교생연합(오사카부고련)과 결합하여 키타노고, 코즈고 출신이 많았고, SL파는 반제고평과 결합하여 오오테마에고 출신이 주축이었다. SL좌파는 시미즈다니고의 아나고련과 결합하면서 텐노지고 및 우에노미야고 줄업생들로 구성되었다.
중앙파는 도심의 나카노시마도서관 일대를 아지트로 삼았고, SL파와 SL좌파는 당시 바리케이드 봉쇄 중이었던 오사카교육대학 학생회관을 활동거점으로 삼았다.
출신 유명인으로는 SL좌파의 리더였던 치사카 쿄지, 일본적군에 투신한 마루오카 오사무, 자민당 정치인이 된 시오자키 야스히사, 배우 호리우치 마사미, 박정희 암살미수범 문세광 등이 있다.
사회 분위기가 학생운동에 동정적이었던 60년대 말 상황에서도 “대학에 들어가기도 전에 대학해체를 하니 어쩌니 한다”며 야유당하는 일이 많았다고 한다.

## 참고 문헌
- 千坂恭二『思想としてのファシズム──「大東亜戦争」と1968』（彩流社。2015年）ISBN 978-4-7791-2143-2